# 石川優菜
石川 優菜（いしかわ ゆうな、1993年4月6日 - ）は、日本のタレント、モデル、歌手。東京山手線ガール。東京都出身。血液型は A型。身長156cm。愛称は「山手ちゃん」、「ゆうな」、「東京山手線ガール」、「ゆうにゃん」などと呼ばれている。
なお、avexのユニットである山手線ガールズとは別ユニットである。

## 来歴
活動開始は2010年、デビュー当初の芸名は「ぃしかわゆぅな」
芸能生活を始めたきっかけは個人撮影のモデルを頼まれたところから。
元よりアニソン歌手になりたいという夢を密かに抱えながら生活していたのでチャンスだと思い活動を開始。
当初はフリーで村山ひとし主催のライブで活動していた。
2014年現在は東京山手線ガールとして、アニソン歌手を目指しロンリーフクスケ主催のライブに出演していたり、東京・秋葉原のライブ施設AKIHABARA SIXTEENや都内ライブハウスでアイドルライブに出演している。名前の由来は電車のJR山手線で本人がYouTubeに投稿していた「TOKYO YAMATE GIRL」という作品名から。

## エピソード
趣味はアニメ鑑賞と山手線鑑賞。特技は動物と仲良くなること。ハムスターを飼っている。ハムスターの名前は『やまて』『おもち』。
2014年現在では猫も飼っており名前は『うーたん』。
中高時代に友人よりゼロの使い魔2期オープニングテーマICHIKOのI SAY YESを勧められ、影響を受けアニソン歌手を目指す。
逆境でも笑顔を絶やさない性格で2012年8月4日、8月5日にはお台場フジテレビでの公式ニコニコ生放送「ニコニコ神社」では巫女として出演し、腹痛に苦しみながらも延べ200人以上の参拝客をもてなし、イベント後に救急車で運ばれた事を後日ブログで述べていた。
体調不良が重なり医師から匙を投げられたこともあった。そのことを自虐的に宇宙人と自ら使用することも多い。
ファン想いな性格で当初は石川のファン同士の交流だったイベントに本人が参加するなどネット上だけでなく、実際の交流も大切にしている。
コスプレも好きで、山手線のコスプレをしたいと語っている。

### 石川優菜と山手線
山手線が好きになった理由としては幼少時代に一人で出かけた際に山手線の内回りと外回りを乗り間違えたものの、無事目的地に到着出来たことをきっかけに以降山手線に魅力に惹かれ始めた。
現在もその熱は続いており、時間がある際は一日フリーパスを購入し、山手線を何周も回っている。
上述の趣味の山手線鑑賞として山手線のナンバーの撮影を行なっている。
本人のTwitterアカウントに含まれる『091012』は山手線の命名記念日を意味している。山手線グッズは50個以上所持しており、現在も収集している。
山手線で1番好きな駅は大崎駅と東京駅。理由は大崎駅は山手線の終着駅であることから。東京駅ではビルの光が人々の生活の光でありそれを観るのが好きだからと述べていた。
2009年10月12日の山手線命名100周年記念日には山手線命名100周年記念チョコ電に乗り100周年記念そばを食べたことを誇りに思っている。その際には山手線全駅の写真を撮影を行なっている。
2011年の五反田駅開業100周年の時には知り合いの駅員にホームの植木の整備を提案し、実行された経歴を持っている。
2012年には徒歩で次の日の朝の大崎駅始発0429の電車を目指して山手線一周を12時間掛けて踏破した。

## 出演

### テレビ
2011年11月28日放送のめざましテレビのコーナーここしらで山手線仕様にカスタマイズしている携帯電話を所持している高校生として特集された。
2012年11月そこウサにゲストとして出演した
2014年3月21日　夢見るガラスの靴イベントでのニュース、グッドモーニングに出演

### 書籍
- 2011年（平成23年）12月 - 『bon bon lolita』（コスミック・アート・グラフィック）
- 2012年（平成24年） 7月 - 『COSPLAY made in Japan』（出版共同流通株式会社）

### ウェブ
- 2011年（平成23年）8月 - 水天宮前アイドル研究所 (現：AKIBA　de アイドル) 8月16日放送分 ゲストとして出演[7]

## ディスコグラフィー

### シングル
- 1st 「I'm coming!」2013年2月27日発売（si:q records、iTunes Music Store日本および各国・Amazon MP3日本および各国・music.jp他にて）

作詞・作曲：塩瀬充宜
- 2nd 「光の電車」2013年3月13日発売（si:q records、iTunes Music Store日本および各国・Amazon MP3日本および各国・music.jp他にて）

作詞・作曲：長沢雅人